# Камбаров Аки Анатолійович
Аки́ Анато́лійович Камба́ров (Акі-Леонід; нар. 23 серпня 1975, Мари, Туркменська РСР — пом. 28 липня 2014, с. Степанівка, Шахтарський район) — старшина Збройних сил України. Кавалер Ордена «За мужність» III ступеня.

## Життєпис
Народився 1975 року в місті Мари Туркменської РСР. Протягом 1994—1995 років проходив військову строкову службу у 169-му навчальному центрі (смт Десна). У 1995 році закінчив СПТУ у Новоград-Волинському. У 2000 році вступив на військову службу за контрактом. Старшина, головний сержант 3 механізованої роти 1 механізованого батальйону 30-ї окремої механізованої бригади. Брав участь у миротворчих місіях у Сьєрра-Леоне, Іраку та Косово. З березня 2014-го у складі бригади перебував на межі з анексованим Кримом, потім переведений на Донбас. Брав участь у бою бригади 25 липня.
Під селом Степанівка (Шахтарський район) в районі висоти Савур-Могила БМП підірвалась на міні й згоріла — їхав на чолі колони. Вояків, що сиділи на броні, порозкидало вибухом. Колону військових сильно обстріляли, і вона відступила. Сергій Лебединський зумів вибратися живим із БМП. Про долю Камбарова з 28 липня було не відомо. Тоді ж загинув Дмитро Оверчук.
Упізнаний за експертизою ДНК. 26 лютого 2015 року з військовим попрощались у Новоград-Волинському. Похований у селі Сусли.
Залишилася дружина та двоє синів, 1998 і 2014 р.н. Дружина від 2008 року теж перебувала на військовій службі.

## Нагороди та вшанування
- 22 вересня 2015 року — за особисту мужність і героїзм, виявлені у захисті державного суверенітету та територіальної цілісності України, вірність військовій присязі під час російсько-української війни, відзначений — нагороджений орденом «За мужність» III ступеня (посмертно).[3]
- 26 травня 2017 року на будівлі Новоград-Волинського вищого професійно-технічного училища урочисто відкрито та освячено меморіальні дошки на честь випускників Аки Камбарова та Андрія Кулініча.